# Roman Musiał
Roman Musiał (ur. 23 stycznia 1928 w Czeladzi, zm. 29 czerwca 1988 w Sosnowcu) – polski piłkarz występujący na pozycji obrońcy. Wicemistrz Polski 1955.

## Kariera piłkarska
W sezonie 1952 był zawodnikiem OWKS Kraków. 24 sierpnia 1952 r. zadebiutował na boiskach I ligi w meczu Ogniwo Bytom - OWKS Kraków 1:1. Od 1953 r. występował w Stali Sosnowiec. Z tym klubem wywalczył w 1954 r. awans do I ligi, a w kolejnym roku - wicemistrzostwo Polski. Ostatni występ w barwach sosnowieckiej Stali zaliczył 19 października 1958 Gwardia Bydgoszcz - Stal Sosnowiec 3:1. W tym samym roku zakończył karierę.

### Statystyki piłkarskie
W I lidze rozegrał 74 meczów jako zawodnik dwóch klubów:
- OWKS Kraków - 9 meczów,
- Stal Sosnowiec - 65 meczów

| Sezon     | Klub           | Liga          | Mecze | Gole | Uwagi             |
| --------- | -------------- | ------------- | ----- | ---- | ----------------- |
| 1952      | OWKS Kraków    | I liga        | 9     | 0    |                   |
| 1953      | Stal Sosnowiec | II liga       | ?     | 2    |                   |
| 1953/1954 | Stal Sosnowiec | Puchar Polski | ?     | 0    | półfinał          |
| 1954      | Stal Sosnowiec | II liga       | 19    | 0    | awans do I ligi   |
| 1954/1955 | Stal Sosnowiec | Puchar Polski | 1     | 0    |                   |
| 1955      | Stal Sosnowiec | I liga        | 22    | 0    | wicemistrz Polski |
| 1956      | Stal Sosnowiec | I liga        | 22    | 0    |                   |
| 1956/1957 | Stal Sosnowiec | Puchar Polski | 1     | 0    | ćwierćfinał       |
| 1957      | Stal Sosnowiec | I liga        | 15    | 0    |                   |
| 1958      | Stal Sosnowiec | I liga        | 6     | 0    |                   |
|           | suma           | II liga       | ?     | 2    |                   |
|           | suma           | I liga        | 74    | 0    |                   |
|           | suma           | Puchar Polski | ?     | 0    |                   |

## Sukcesy
- wicemistrzostwo Polski 1955 ze Stalą Sosnowiec
- awans do I ligi 1954 ze Stalą Sosnowiec
- półfinał Pucharu Polski 1954 ze Stalą Sosnowiec